# Ruth Lyttle Satter Prize in Mathematics
Der Ruth Lyttle Satter Prize ist ein Mathematik-Preis der American Mathematical Society, der alle zwei Jahre für herausragende Arbeiten weiblicher Mathematiker vergeben wird. Die Arbeit sollte aus den letzten sechs Jahren sein. Er wurde 1990 von Joan Birman im Andenken an ihre Schwester Ruth Lyttle Satter (1923–1989) gestiftet und ist mit 5000 Dollar dotiert. Ruth Lyttle Satter war Botanikerin, hatte aber vor einer Unterbrechung der Karriere aus familiären Gründen Physik und Mathematik studiert. Satter befasste sich mit Pflanzenphysiologie, Blatt-Motorik und biologischen Rhythmen und war Professorin an der University of Connecticut. Sie starb an Leukämie.

## Preisträger
- 2025 Ana Caraiani für Beiträge zur arithmetischen Geometrie und Zahlentheorie: insbesondere für das Langlands-Programm.
- 2023 Panagiota Daskalopoulos und Nataša Šešum für bahnbrechende Arbeiten zur Erforschung alter Lösungen (ancient solutions) bei geometrischen Evolutionsgleichungen.
- 2021 Kaisa Matomäki für ihre Arbeit, die das Gebiet multiplikativer Funktionen in kurzen Intervallen auf völlig unerwartete und sehr fruchtbare Weise erschließt, insbesondere in ihrem Durchbruchsaufsatz „Multiplicative functions in short intervals (Multiplikative Funktionen in kurzen Intervallen)“ (Annals of Math. 183 (2016), 1015–1056).
- 2019 Maryna Viazovska für ihre bahnbrechenden Arbeiten in diskreter Geometrie und ihre spektakuläre Lösung für das Kugelpackungsproblem in Dimension acht.
- 2017 Laura DeMarco für ihre grundlegenden Beiträge zur komplexen Dynamik, Potentialtheorie und dem aufkommenden Gebiet der arithmetischen Dynamik.
- 2015 Hee Oh für grundlegende Beiträge auf dem Gebiet der Dynamik auf homogene Räume, diskrete Untergruppen von Lie-Gruppen und Anwendungen der Zahlentheorie.
- 2013 Maryam Mirzakhani für grundlegende Beiträge zur Theorie der Modulräume Riemannscher Flächen.
- 2011 Amie Wilkinson für ihre Ergodentheorie partiell hyperbolischer dynamischer Systeme.
- 2009 Laure Saint-Raymond für fundamentale Arbeiten über den hydrodynamischen Grenzwert der Boltzmann-Gleichung in der kinetischen Gastheorie.
- 2007 Claire Voisin für tiefliegende Beiträge zur algebraischen Geometrie, speziell für ihre Lösung zweier lange offener Probleme: dem Kodaira Problem ("On the homotopy types of compact Kähler and complex projective manifolds", Inventiones Mathematicae, Bd. 157, 2004, S. 329–343) und der Vermutung von Green ("Green's canonical syzygy conjecture for generic curves of odd genus," Compositio Mathematica, Bd. 141, 2005, S. 1163–1190; "Green's generic syzygy conjecture for curves of even genus lying on a K3 surface," Journal of the European Mathematical Society, Bd. 4, 2002, S. 363–404).
- 2005 Svetlana Jitomirskaya für ihre Pionierarbeit über nicht-störungstheoretische quasiperiodische Lokalisation, speziell in ihren Arbeiten "Metal-insulator transition for the almost Mathieu operator," (Annals of Mathematics, Bd. 150, 1999, S. 1159–1175) und "Absolutely continuous spectrum for 1D quasiperiodic operators." (mit Jean Bourgain, Invent. Math., Bd. 148, 2002, Nr. 3, S. 453–463).
- 2003 Abigail Thompson für ihre herausragenden Arbeiten in dreidimensionaler Topologie.
- 2001 Karen E. Smith für ihre herausragenden Arbeiten zur kommutativen Algebra, Sijue Wu für ihre Arbeit zu einem lange offenen Problem der Theorie der Wasserwellen.
- 1999 Bernadette Perrin-Riou für zahlentheoretische Forschungen über p-adische L-Funktionen und Iwasawa-Theorie.
- 1997 Ingrid Daubechies für ihre Arbeiten zu Wavelets und deren Anwendungen.
- 1995 Sun-Yung Alice Chang für tiefliegende Beiträge zum Studium partieller Differentialgleichungen auf Riemannschen Mannigfaltigkeiten und speziell für ihre Arbeiten zu Extremalproblemen in der spektralen Geometrie und der Kompaktheit isospektraler Metriken innerhalb einer festen konformen Klasse von Metriken auf kompakten 3-Mannigfaltigkeiten.
- 1993 Lai-Sang Young für ihre führende Rolle bei der Untersuchung statistischer oder ergodischer Eigenschaften dynamischer Systeme.
- 1991 Dusa McDuff für herausragende Arbeiten zur symplektischen Geometrie.